# Aproseksja
Aproseksja (łac. aprosexia) – zaburzenie czynności uwagi czynnej polegające na braku możliwości skupienia uwagi. Objaw spotykany zarówno w stanach psychopatologii, jak i w niektórych schorzeniach somatycznych (np. przy nieżycie nosa).